# Walter Siegl
Walter Siegl (* 17. April 1938 in Teplitz-Schönau, Tschechoslowakei; † 8. Juli 2019 in Wien) war ein österreichischer Diplomat und Direktor des Außenministeriums. Er war von 1986 bis 1991 in Kenia, in den Jahren 1991 und 1992 in Jugoslawien und von 1995 bis 1999 in Russland außerordentlicher und bevollmächtigter Botschafter der Republik Österreich.

## Leben
Nachdem er an der Stella Matutina in Vorarlberg maturiert hatte, studierte er an der Universität Wien Rechtswissenschaften. Während seines Studiums absolvierte er Auslandssemester in New Orleans und Montreal. Nachdem er 1965 in den Diplomatischen Dienst eingetreten war, wurde er nach Stationen in Kairo und Madrid Botschafter in Nairobi und anschließend in Belgrad. Jedoch wurde er nach kurzer Zeit vom damaligen Außenminister Alois Mock abberufen.
Anschließend  wurde er als Botschafter nach Moskau entsandt und 1999  von Wolfgang Schüssel zum Politischen Direktor des Außenamtes ernannt. In diesem Amt gestaltete er unter anderem die Außen- und Sicherheitspolitik der EU mit.
Seit 1957 war er Mitglied der katholischen Studentenverbindung KÖStV Austria Wien.